# Optionspreismodelle als Insolvenzprognoseverfahren
Optionspreismodelle als Insolvenzprognoseverfahren wenden die von Black, Scholes (1973) und Merton (1973) begründete Optionspreistheorie an, um von den in den Preisen und Volatilitäten börsennotierter Wertpapiere implizit enthaltenen Informationen auf die Insolvenzwahrscheinlichkeit von Unternehmen zu schließen.

## Das Black-Scholes-Merton-Modell

### Vorbemerkungen
Primäres Anwendungsgebiet der Anfang der 1970er Jahre von Black und Scholes (1973) sowie Merton (1973) entwickelten Optionspreistheorie ist die formalanalytische Bewertung von Optionen. Bei Optionen handelt es sich um bedingte Termingeschäfte, bei denen der Käufer vom Verkäufer (Stillhalter, Zeichner) das Recht erwirbt, während eines festgelegten Zeitraums (Amerikanische Option) oder zu einem bestimmten Zeitpunkt (Europäische Option) eine bestimmte Menge eines Gutes (Basiswert) zu im Vorhinein spezifizierten Zahlungsbedingungen zu erwerben (Kaufoption, „Call“) oder zu veräußern (Verkaufsoption, „Put“). Als Basiswerte kommen unter anderem Aktien, Indizes, Fremdwährungen, Zinssätze, Anleihen, Rohstoffe, Nahrungsmittel und sogar andere Optionen in Frage. Häufig ist eine physische Lieferung der Basiswerte zum Ausübungszeitpunkt nicht erwünscht oder (beispielsweise im Fall von Indizes oder Zinssätzen) sogar technisch unmöglich. In diesen Fällen erfolgt ein Barausgleich auf Basis der aktuellen Marktwerte.
Mit dem Modell von Merton (1974) wurde der Optionspreisansatz auch erstmals zur Ermittlung der Ausfallwahrscheinlichkeit von Unternehmen angewendet. Wie bei den anleihespreadbasierten Ansätzen besteht die Motivation des Mertonschen Optionspreismodells darin, ein theoretisches Fundament zur Nutzbarmachung der in den Kapitalmarktpreisen implizit enthaltenen Informationen zu liefern. Im Gegensatz zu den anleihespreadbasierten Ansätzen basiert das Merton-Modell dabei jedoch nicht auf der Betrachtung des Anleihemarktes, sondern des Aktienmarktes. Insbesondere aufgrund der höheren Liquidität werden Aktienmarktdaten im Allgemeinen als zuverlässiger betrachtet als  Anleihemarktdaten. Auch verfügen wesentlich mehr Unternehmen über börsennotiertes Eigenkapital als über börsennotierte Fremdverbindlichkeiten.

### Die Annahmen des Modells
Die Grundidee des Merton-Ansatzes lässt sich wie folgt beschreiben: Angenommen, die Aktiva {\displaystyle V_{A}} eines Unternehmens bestehen ausschließlich aus einem börsennotierten Wertpapier, dessen Marktpreis im Zeitverlauf einem  stochastischen Prozess mit folgenden Eigenschaften folgt:
Formel F1: {\displaystyle dV_{A}=\mu _{A}\cdot V_{A}\cdot dt+\sigma _{A}\cdot V_{A}\cdot dz}  ... geometrische brownsche Bewegung
Formel F2: {\displaystyle {\frac {dV_{A}}{V_{A}}}=\mu _{A}\cdot dt+\sigma _{A}\cdot dz}
{\displaystyle V_{A}} ... Wert des Vermögensgegenstands,
{\displaystyle \mu _{A}}... erwartetes Wachstum von {\displaystyle V_{A}} je Zeiteinheit,
{\displaystyle \sigma _{A}}... Standardabweichung von {\displaystyle V_{A}} je Zeiteinheit,
{\displaystyle dz}... Standard-Gauß-Wiener-Prozess
Ferner wird angenommen, dass das Unternehmen Fremdverbindlichkeiten aufgenommen hat und diese zum Zeitpunkt {\displaystyle t_{E}} zurückzahlen muss. Falls der Wert der Aktiva, {\displaystyle V_{A}^{tE}}, zu diesem Zeitpunkt ({\displaystyle t_{E}}) niedriger ist als die zu bedienenden Verbindlichkeiten  {\displaystyle B} des Unternehmens, so ist das Unternehmen zahlungsunfähig und fällt damit an die Gläubiger, da die nicht nachschusspflichtigen Eigentümer des Unternehmens keinen Anreiz haben, den Gläubigern den Fehlbetrag {\displaystyle V_{A}^{tE}-B} aus ihrem Privatvermögen zu erstatten. Eine persönliche Bindung der Eigentümer an das Unternehmen oder sonstige subjektive Bewertungsunterschiede aufgrund unterschiedlicher Präferenzen, Informationen oder Erwartungen wird ausgeschlossen.
Der Wert des Aktivums zum Zeitpunkt {\displaystyle t_{E}} ergibt sich wie folgt:
Formel F3:{\displaystyle V_{A}^{t_{E}}=V_{A}^{t_{0}}\cdot \mathrm {e} ^{\left(\mu _{A}-{\frac {1}{2}}\cdot \sigma _{A}^{2}\right)\cdot \Delta t+\sigma _{A}\cdot {\sqrt {\Delta t}}\cdot \epsilon }}   mit
Formel F4: {\displaystyle \Delta t\equiv t_{E}-t_{0}}
{\displaystyle V_{A}^{t_{E}},V_{A}^{t_{0}}} – Wert des Vermögensgegenstands (Aktivum) zum Zeitpunkt {\displaystyle t_{E}} bzw. {\displaystyle t_{0}},
{\displaystyle \epsilon } – standardnormalverteilte Zufallsvariable
Die folgende Abbildung verdeutlicht die Grundidee des Optionspreisansatzes zur Ermittlung der Ausfallwahrscheinlichkeit von Unternehmen:

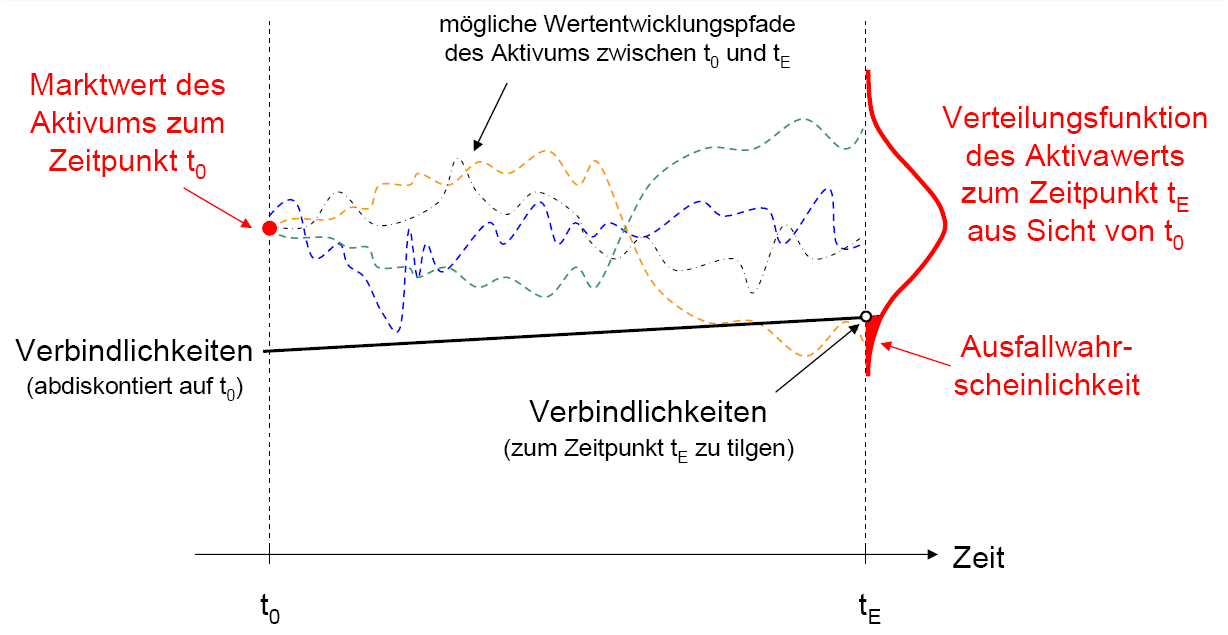
Ermittlung der Ausfallwahrscheinlichkeit von Unternehmen im Rahmen des Optionspreisansatzes, Skizze

Aus Sicht von {\displaystyle t_{0}} ist der Wert des Vermögensgegenstands {\displaystyle V_{A}} in {\displaystyle t_{E}} zwar unbekannt, lässt sich aber durch eine Zufallsvariable mit bekannter Verteilung (Lognormalverteilung) und bekannten Verteilungsparametern modellieren (siehe die obige Abbildung). Die Ausfallwahrscheinlichkeit PD ergibt sich somit formal wie folgt:
Formel F5: {\displaystyle {\mathit {PD}}=p\left(V_{A}^{t_{E}}<B\right)}
mit PD – Ausfallwahrscheinlichkeit
{\displaystyle B} – zum Zeitpunkt {\displaystyle t_{E}} rückzahlbare Verbindlichkeiten des Unternehmens (inklusive Zinsanteil)
Formel F6: {\displaystyle {\mathit {PD}}=p\left(V_{A}^{t_{0}}\cdot \mathrm {e} ^{\left(\mu _{A}-{\frac {1}{2}}\cdot \sigma _{A}^{2}\right)\cdot \Delta t+\sigma _{A}\cdot {\sqrt {\Delta t}}\cdot \epsilon }<B\right)} Durch Umstellen ergibt sich
Formel F7: {\displaystyle {\mathit {PD}}=p\left(\left(\mu _{A}-{\frac {1}{2}}\cdot \sigma _{A}^{2}\right)\cdot \Delta t+\sigma _{A}\cdot {\sqrt {\Delta t}}\cdot \epsilon <\ln \left({\frac {B}{V_{A}^{t_{0}}}}\right)\right)} und somit
Formel F8: {\displaystyle {\mathit {PD}}=p{\Biggl (}\epsilon <{\frac {\ln \left({\frac {B}{V_{A}^{t_{0}}}}\right)-\left(\mu _{A}-{\frac {1}{2}}\cdot \sigma _{A}^{2}\right)\cdot \Delta t}{\sigma _{A}\cdot {\sqrt {\Delta t}}}}{\Biggr )}}
Formel F9: {\displaystyle {\mathit {DD}}\equiv -{\frac {\ln \left({\frac {B}{V_{A}^{t_{0}}}}\right)-\left(\mu _{A}-{\frac {1}{2}}\cdot \sigma _{A}^{2}\right)\cdot \Delta t}{\sigma _{A}\cdot {\sqrt {\Delta t}}}}} ("distance to default")
Formel F10: {\displaystyle {\mathit {PD}}=\Phi (-{\mathit {DD}})}
mit {\displaystyle \Phi } – Verteilungsfunktion der Standardnormalverteilung
DD – Die Variable DD (distance-to-default) gibt für bestimmte Parameterkonstellationen näherungsweise den Abstand des Assetwertes zum „Insolvenzpunkt“, der Höhe der Fremdverbindlichkeiten, gemessen in Standardabweichungen des Assetwerts an.
Die Ausfallwahrscheinlichkeit des Unternehmens lässt sich somit in {\displaystyle t_{0}} in Abhängigkeit von den beobachtbaren Größen {\displaystyle V_{A}^{t0}}, {\displaystyle \Delta t}, {\displaystyle B} und der nichtbeobachtbaren Größen {\displaystyle \mu _{A}} und {\displaystyle \sigma _{A}} ermitteln. Auch der (arbitragefreie) Marktwert des Eigenkapitals des betrachteten Unternehmens und dessen Volatilität zum Zeitpunkt {\displaystyle t_{0}} können mit diesem Ansatz ermittelt werden:
Formel F11: {\displaystyle V_{E}^{t_{0}}=V_{A}^{t_{0}}\cdot \Phi (d_{1})-B\cdot \mathrm {e} ^{-r\cdot \Delta t}\cdot \Phi (d_{2})} mit
FORMEL F12: {\displaystyle d_{1}\equiv {\frac {\ln \left({\frac {V_{A}^{t_{0}}}{B}}\right)+\left(r+{\frac {1}{2}}\cdot \sigma _{A}^{2}\right)\cdot \Delta t}{\sigma _{A}\cdot {\sqrt {\Delta t}}}}} und
Formel F13: {\displaystyle d_{2}\equiv d_{1}-\sigma _{A}\cdot {\sqrt {\Delta t}}}
mit r – risikoloser Zinssatz
Für die Volatilität des Eigenkapitals gilt:
Formel F14: {\displaystyle \sigma _{E}=\sigma _{A}\cdot {\frac {V_{A}}{V_{E}}}\cdot \Phi (d_{1})}

### Empirische Befunde zur Eignung des Black-Scholes-Merton-Modells für die Prognose von Unternehmensinsolvenzen
Im Gegensatz zur Assetvolatilität {\displaystyle \sigma _{A}} ist die Volatilität des Marktwertes des Eigenkapitals {\displaystyle \sigma _{E}} somit keine Konstante und der Marktwert des Eigenkapitals folgt damit auch nicht einer geometrischen brownschen Bewegung.
Der theoretisch abgesicherte Anwendungsbereich des Modells erstreckt sich damit auf die Insolvenzprognose (der vermutlich leeren Menge) passiver und nicht abgesicherter Hedgefonds. Ob die Marktpreisbewertung „effizient“ ist, d. h. ob der Marktpreis des Assets oder dessen Volatilität in irgendeinem fundamentalen Sinne gerechtfertigt sind, spielt hier keine Rolle – wichtig ist nur, dass sich die Marktpreisentwicklung innerhalb des Prognosezeitraums gut durch die unterstellte Geometrische brownsche Bewegung mit bekannten Parametern beschreiben lässt.
Beim praktischen Einsatz des Optionspreismodells wird dieses auch auf beliebige andere börsennotierte Unternehmen angewendet, deren Aktiva nicht (vollständig) aus kapitalmarktnotierten Wertpapieren bestehen. Hinsichtlich des Aspekts der Bewertung wird dabei der umgekehrte Weg beschritten: aus dem beobachtbaren Marktwert des Eigenkapitals, dem Buchwert des Fremdkapitals und der Eigenkapitalvolatilität werden Assetwert, Assetvolatilität und Assetdrift geschätzt. Allerdings ist das „Asset“ selber weder beobachtbar noch handelbar. Assetvolatilität und Assetdrift beschreiben in diesem Fall somit die behaupteten Veränderungen einer unbeobachtbaren, zufallsbehafteten Größe. Selbst bei einer Beschränkung auf börsennotierte Unternehmen mit extrem einfachen, „theoriekompatiblen“ Kapitalstrukturen ergab eine umfassende empirische Untersuchung des Merton-Modells und verschiedener darauf basierender Modellvarianten auf Basis von Kapitalmarktdaten der Jahre 1974–2001 folgende Befunde:
- Die mit den verschiedenen Modellen geschätzten Ausfallwahrscheinlichkeiten unterscheiden sich auf individueller Ebene erheblich.
- Die geschätzten Ausfallwahrscheinlichkeiten waren meist entweder unplausibel niedrig oder unplausibel hoch.[19]
- Fast durchgehend unplausibel hohe Spreads ergaben sich bei Anwendung der verschiedenen Modellvarianten beispielsweise im Umfeld der Börsenturbulenzen im Oktober 1987 und den Folgemonaten. So betrugen die ermittelten Median-Ausfallwahrscheinlichkeiten für diesen Zeitraum für spekulative Anleihen 60 % – 80 % p. a. und 30 % – 40 % p. a. für anlagewürdige Anleihen.[20]
- Die Höhe der Schätzfehler variiert systematisch mit den Variablen Verschuldungsgrad und (geschätzter) Assetvolatilität.

## Anpassungen des Black-Scholes-Merton-Modell durch Moody’s-KMV
Ähnlich wie die rein theoriegeleiteten Anleihespreadmodelle weisen damit auch die aktienpreisbasierten Modelle erhebliche Fehlkalibrierungen und ein zeitlich instabiles Verhalten auf. Diese Probleme lassen sich durch geeignete Kalibrierungen, wie sie beispielsweise im Rahmen des Moody’s-KMV-EDF-Modells umgesetzt werden, beheben. Mit dem KMV-Modell lassen sich bei Anwendung auf börsennotierte Unternehmen Insolvenzprognosen einer sehr hohen Prognosegüte erstellen, die sogar die Prognosegüte von Agenturratings übertreffen. Dies ist jedoch auch mit anleihespreadbasierten Ansätzen – und selbst mit jahresabschlussbasierten empirisch-statistischen Verfahren möglich.
Der Kern der Kalibrierungen des KMV-Modells betrifft die Verwendung einer empirischen Zuordnungsfunktion des Distance-to-Default-Quotienten zur Ausfallwahrscheinlichkeit (PD) anstelle der laut Formel F10 zu verwendenden Normalverteilung. Statt des in Formel F5 dargestellten Zusammenhangs gilt der „Insolvenzpunkt“ gemäß dem KMV-Modell erst dann als erreicht, wenn der (nicht beobachtbare) Assetwert unter die kurzfristigen zuzüglich 50 % (statt 100 %) der langfristigen Verbindlichkeiten fällt. Ferner wird die (unter anderem) auf Basis der Eigenkapitalvolatilität über numerische Näherungsverfahren ermittelte Assetvolatilität noch branchen-, länder- und größenklassenspezifisch „angepasst“.
Ziel dieser Eingriffe ist es, die Prognosegüte des Modells zu verbessern und die vom Modell geschätzten Ausfallwahrscheinlichkeiten zu kalibrieren. Gleichzeitig verliert das Modell damit aber seine theoretische Fundierung. Der formalanalytische Unterbau des Merton-Modells dient somit letztlich nur als Rechtfertigung, um einen Quotienten aus einer (wie auch immer definierten) Nettobestandsgröße und einer (wie auch immer definierten) Risikovariable zu bilden, welcher anschließend auf empirische Ausfalldaten kalibriert wird. Dieser Ansatz ist so unspezifisch und flexibel, dass er beispielsweise auch für die Insolvenzprognose staatlicher Schuldner auf Basis von Anleihemarktdaten oder nichtbörsennotierter Unternehmen auf Basis von Jahresabschlussdaten eingesetzt werden kann. In letzterem Fall sind aus theoretischer Sicht jedoch keine Vorteile gegenüber herkömmlichen empirisch-statistischen Verfahren zu erwarten, da für nichtbörsennotierte Unternehmen keine individuellen kapitalmarktbasierten Bestands- und Risikoinformationen zur Verfügung stehen, sondern diese erst auf Basis der gleichen Daten geschätzt werden müssen, die auch im Rahmen herkömmlicher, jahresabschlussbasierter Finanzkennzahlenverfahren genutzt werden. Diese negativen Erwartungen bestätigten sich in empirischen Untersuchungen.